# 寻人信息交换格式
寻人信息交换格式（People Finder Interchange Format，PFIF）是一种广泛使用的开放数据标准，该标准可用于登记失踪人员或流离失所人员的信息。PFIF被设计为可以在政府机构，救援组织，以及其他幸存者登记处之间实现信息共享，以帮助人们在灾难发生后找到和联系他们的家人和朋友。

## 数据模型
PERSON记录是确定一个人的信息；NOTE记录是关于一个人当前状态的信息。每个NOTE记录都属于一个特定的PERSON记录，而每个PERSON记录有可以拥有任意数量的NOTE记录。
PERSON记录的创建可以是因为寻找失踪人员或是提供失踪人员的信息，只有在该人的信息不正确时才能更新，否则只能追加与其相关的NOTE记录。

### PERSON记录
PERSON记录拥有25个字段。一个人可以拥有多个PERSON记录。事实上，从多个来源导入数据的应用会为同一个人创建多个PERSON记录。因此需要应用将这些记录关联起来。规范建议保留这些冗余的记录，并对此人的信息分别记入各记录中。
关于记录本上的元数据
person_record_id（ASCII字符串，必填）
记录的唯一标识，包含一个ASCII小写的域名、一个斜杠和一个本地标识符。
entry_date（格式为“yyyy-mm-ddThh:mm:ssZ”的ASCII字符串，选填）
存储此记录副本时的UTC日期。
expiry_date（格式为“yyyy-mm-ddThh:mm:ssZ”的ASCII字符串，选填）
此记录应被删除时的UTC日期。
author_name（Unicode字符串，选填）
此记录录入者的全名。
author_email（电子邮件字符串，选填）
此记录录入者的联系人电子邮件地址。
author_phone（ASCII字符串，选填）
此记录录入者的联系人电话号码。
source_name（Unicode字符串，选填）
此记录源资料库的可读名称。
source_date（格式为“yyyy-mm-ddThh:mm:ssZ”的ASCII字符串，必填）
此记录在源资料库中被创建时的UTC日期。
source_url（URL字符串，选填）
此记录在源资料库中的URL。
关于失踪人员的信息
full_name（Unicode字符串，必填）
被寻找或发现的人员的全名，格式按照各自语言文化确定。如果存在多个全名，则以最常用全名开始，使用新行字符（U+000A）分隔。
given_name（Unicode字符串，选填）
被寻找或发现的人员的名，可选地跟随空格和任意中间名或中间名缩写。
family_name（Unicode字符串，选填）
被寻找或发现的人员的姓。
alternate_names（Unicode字符串，选填）
不适于该人常用名的其他名字，可以是昵称、替代拼写或音译等。使用新行字符（U+000A）分隔。
description（Unicode字符串，选填）
关于该人的自由格式文本的描述。输入是使用多行文本框。
sex（ASCII字符串，选填）
被寻找或发现的人员的生理性别，female、male、other三者之一，如果性别未知，则忽略此字段。
date_of_birth（格式为“yyyy-mm-ddThh:mm:ssZ”的ASCII字符串，选填）
被寻找或发现的人员的精确或仅此出生日期。
age（整数或格式为“最小-最大”的ASCII字符串，选填）
被寻找或发现的人员的近似年龄，从出生到此记录source_date的年份。如果没有source_date则次此段没有意义。
home_street（Unicode字符串，选填）
被寻找或发现的人员的家庭住址的街道名称。为了保护隐私，应避免输入门牌号。
home_neighborhood（Unicode字符串，选填）

home_city（Unicode字符串，选填）
被寻找或发现的人员的家庭所在城市。
home_state（Unicode字符串，选填）
被寻找或发现的人员的家庭所在省，州，地区，教区等，使用大写ISO 3166-2码或其名称。
home_postal_code（ASCII字符串，选填）
被寻找或发现的人员的家庭的邮政编码，使用该国最常用的格式。
home_country（ASCII ISO-3166-1国家码，选填）
被寻找或发现的人员的母国，使用两个大写字母的ISO-3166-1国家码。
photo_url（URL字符串，选填）
被寻找或发现的人员的可识别照片的URL。
profile_urls（URL字符串，选填）
被寻找或发现的人员在其他网站上的个人资料页。使用新行字符（U+000A）分隔多个URL。

## 实现
下列网站和软件项目使用PFIF：
- Google寻人工具
- Sahana Eden
- National Library of Medicine People Locator
- Ushahidi
- PFIF .NET Library （页面存档备份，存于）
- XML::PFIF Perl module （页面存档备份，存于）